# Sériers
Sériers ist eine Ortschaft auf 1000 Metern über Meereshöhe im französischen Département Cantal in der Region Auvergne-Rhône-Alpes. Die bis zum 1. Januar 2017 bestehende Gemeinde gehörte zum Kanton Saint-Flour-2 und zum Arrondissement Saint-Flour. Sie ging durch ein Dekret vom 21. September 2016 mit Lavastrie, Neuvéglise und Oradour in der Commune nouvelle Neuvéglise-sur-Truyère auf. Seither ist sie eine Commune déléguée. 
Nachbarorte sind Les Ternes im Nordwesten, Villedieu im Nordosten, Alleuze im Südosten, Lavastrie im Süden und Neuvéglise im Westen.

## Bevölkerungsentwicklung
| Jahr      | 1962 | 1968 | 1975 | 1982 | 1990 | 1999 | 2004 | 2009 | 2014 |
| --------- | ---- | ---- | ---- | ---- | ---- | ---- | ---- | ---- | ---- |
| Einwohner | 204  | 193  | 186  | 165  | 172  | 148  | 140  | 133  | 136  |

## Sehenswürdigkeiten
- Dolmen de la Table du Loup, Monument historique aus dem Jahr 1911
- Menhir der Christianisierung, Monument historique aus dem Jahr 1911
- Menhir Bargueyrac oder Pierre Plantade, Monument historique aus dem Jahr 1911
- Kirche Saint-Jacques
- Flurkreuz an der Kirche
- Kriegerdenkmal

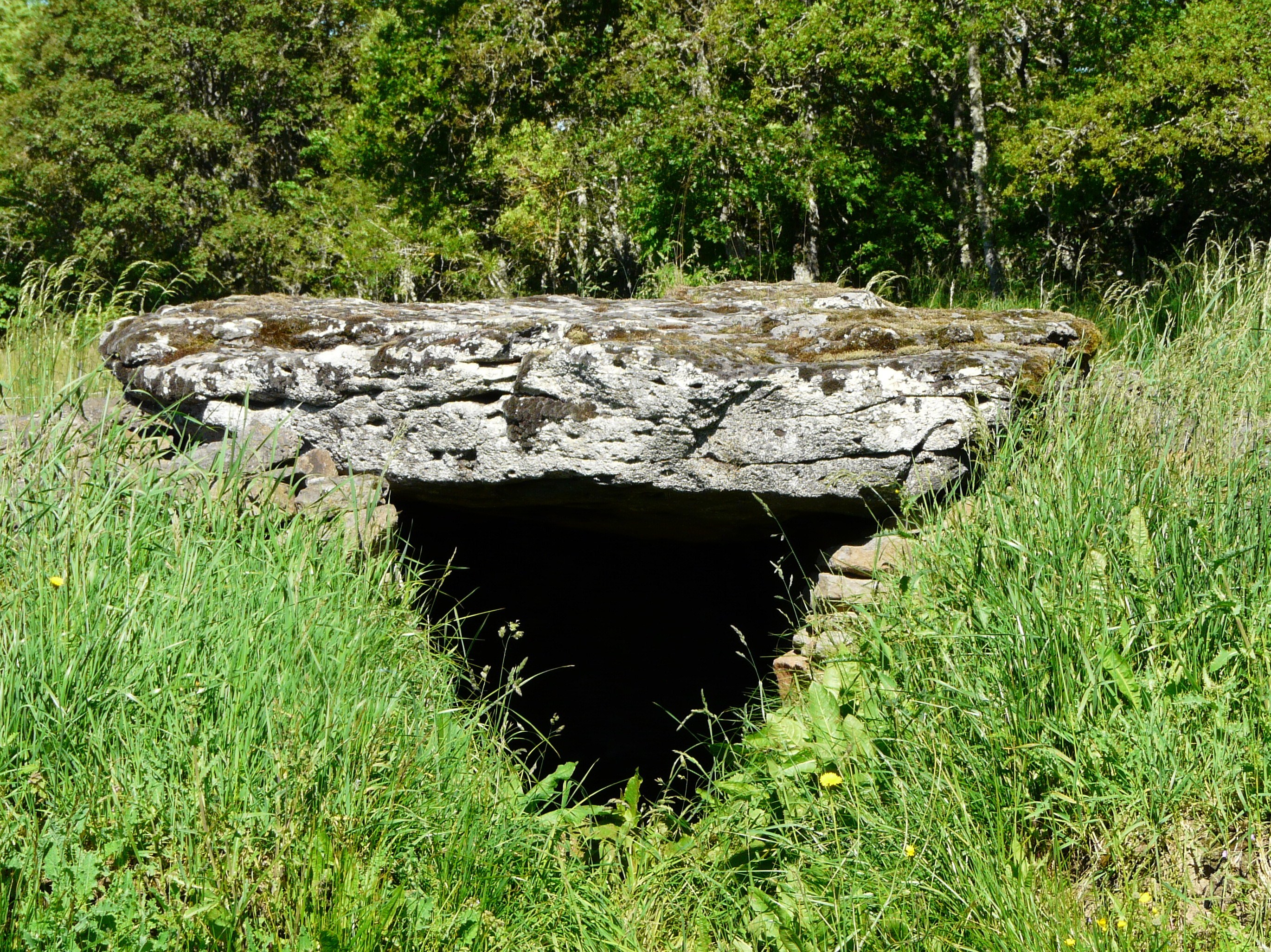
Dolmen de la Table au Loup
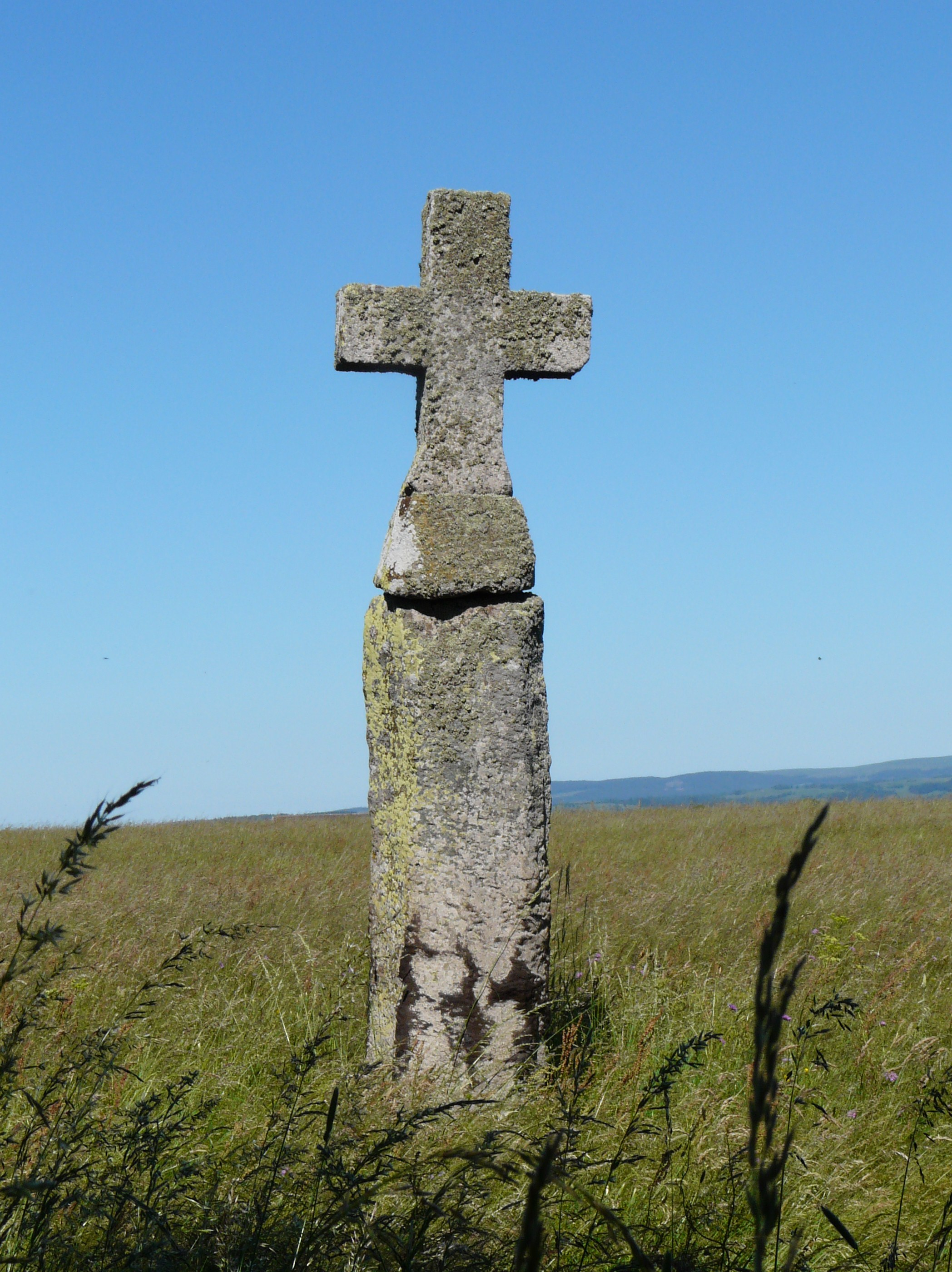
Menhir der Christianisierung
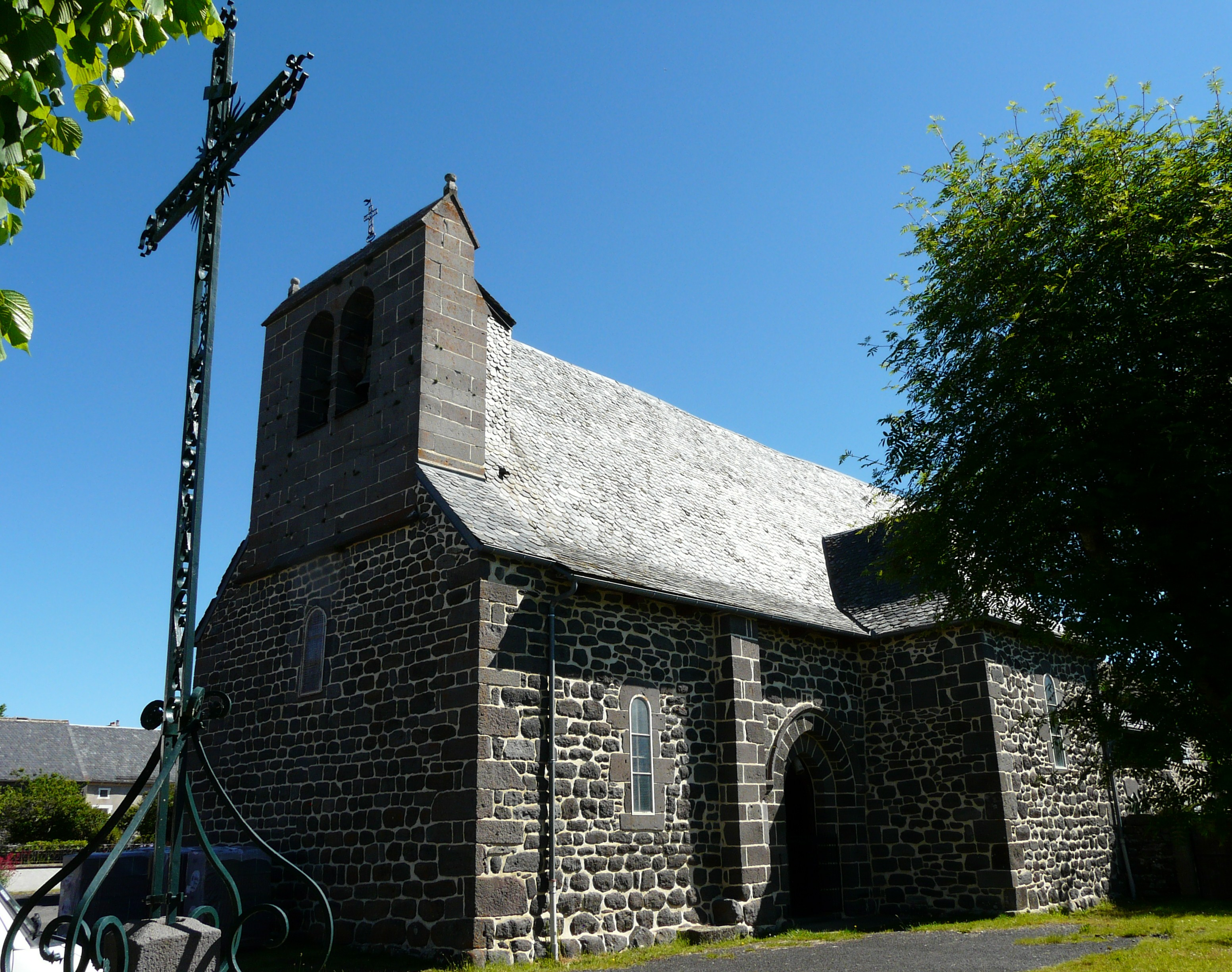
Kirche Saint-Jacques und Flurkreuz
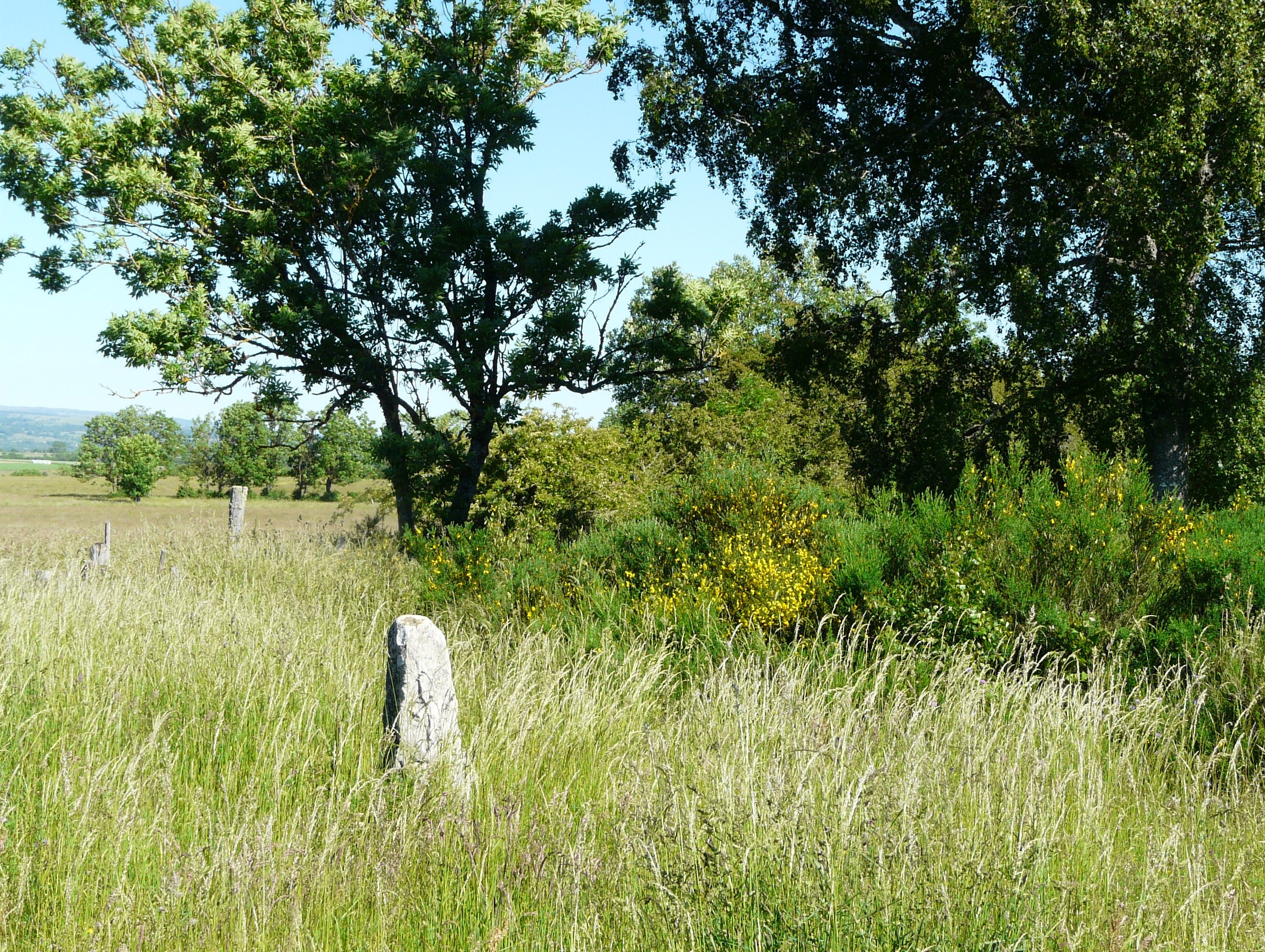
Menhir Bargueyrac